# Caskets
Caskets es una banda británica de post-hardcore de Leeds, formada en 2018. La banda tiene contrato con SharpTone Records y actualmente está formada por el vocalista principal Matthew Flood, el guitarrista principal Benjamin Wilson, el guitarrista rítmico Craig Robinson y el baterista James Lazenby.

## Historia

### Formación y sus EPs (2018–2020)
La banda fue fundada, bajo el nombre Captives, por el bajista Christopher McIntosh, quien en ese momento tocaba la guitarra rítmica, Benjamin Wilson (guitarra principal) y el bajista Lee Horner, quien abandonó su proyecto anterior, Faultlines, para centrarse en nuevos proyectos. La banda se completó con James Lazenby (batería) y Matthew Flood (voz). El 23 de septiembre de 2018, la banda lanzó su sencillo debut, Ghost Like You, a través del canal de YouTube Dreambound. El EP homónimo se anunció para abril de 2019. Antes del lanzamiento, la banda lanzó dos sencillos más, Signs y Find a Way, antes de que el EP se autoeditara el 26 de abril de 2019.
Después de esto, la banda realizó una gira europea con la banda australiana Hands Like Houses y dio otro concierto como teloneros de Bad Omens en Hannover. En verano, Caskets actuó en varios festivales, incluyendo en Alemania y Suecia, y ofreció algunos conciertos como teloneros de la banda japonesa de metalcore Crystal Lake en Alemania. La banda realizó una gira por el Reino Unido en septiembre de 2019 con Acres y Parting Gift, donde estrenaron un nuevo sencillo titulado "Falling Apart".
Tras la gira, el miembro fundador Lee Horner dejó la banda por motivos personales. Christopher McIntosh pasó de la guitarra rítmica al bajo. El exguitarrista de Glamour of the Kill, Craig Robinson, fue fichado como nuevo guitarrista rítmico. El 1 de marzo de 2020, Caskets lanzó el sencillo, anteriormente solo en directo, Falling Apart, también a través de Dreambound. La banda firmó pronto con SharpTone Records. Con el anuncio del contrato, Caskets anunció su nuevo sencillo, Glass Heart, que se lanzó el 4 de diciembre de 2020.

### Cambio de nombre yLost Souls(2021–2022)
Tras una disputa legal con la banda australiana del mismo nombre, que había solicitado los derechos de marca para el nombre "Captives" solo en el Reino Unido, la banda británica se vio obligada a cambiar su nombre a "Caskets". Poco después, su canal de YouTube fue eliminado y su música, retirada de todos los proveedores de streaming. Aproximadamente dos semanas después del cambio de nombre, el contenido de la banda volvió a estar disponible en las respectivas plataformas. La banda declaró que, sin el cambio de nombre, les habría sido imposible lanzar nueva música durante aproximadamente doce meses.
Ahora, bajo su nuevo nombre Caskets, la banda anunció un nuevo sencillo para el 7 de mayo de 2021, titulado "Lost in Echoes". Tras el lanzamiento de este sencillo, se anunció el primer álbum de estudio "Lost Souls", que se lanzó el 13 de agosto. Los sencillos "Glass Heart" y "Lost in Echoes" se incluyen en este álbum. "Falling Apart" se integró posteriormente en la lista de canciones de las nuevas ediciones del EP "Ghost Like You", tras el lanzamiento de una edición limitada del EP con una portada alternativa en negro, que se agotó en cuestión de horas. El tercer sencillo, "The Only Ones", se anunció el 19 de junio para el 25 de junio.
Tras el lanzamiento de su álbum debut, la banda realizó una gira en otoño de 2021 como teloneros de la banda sueca de rock alternativo Normandie, que también contó con la colaboración de la banda estadounidense de post-hardcore Thousand Below. Esta gira incluyó paradas en Alemania, Austria, Suiza, Bélgica, Países Bajos y Reino Unido. Anteriormente, las actuaciones se habían pospuesto de marzo de 2021 a octubre debido a la pandemia de COVID-19. Sin embargo, Caskets anunció la cancelación de la gira por motivos de agenda.
Poco después, Caskets fue confirmado como telonero de una gira por Europa de la banda estadounidense Dance Gavin Dance. La gira estaba prevista para septiembre y octubre de 2022, pero tuvo que posponerse hasta marzo de 2023 debido a la enfermedad de Jon Mess, cantante de Dance Gavin Dance. Debido a la controversia en torno a la vocalista de la banda, Tilian Pearson, quien abandonó brevemente la banda tras acusaciones de acoso sexual, pero fue reincorporada posteriormente mediante un comunicado oficial de la banda, Caskets anunció la cancelación de la gira conjunta.

### Reflectionsy salida de McIntosh (2023–2024)
El 25 de agosto de 2023, Caskets lanzó su siguiente álbum Reflections. Previamente, se publicaron varios sencillos. A lo largo de 2023, la banda ofreció numerosos conciertos como teloneros de We Came as Romans en su gira por Europa y el Reino Unido en mayo, así como teloneros de Blessthefall (del 3 de agosto al 7 de septiembre de 2023). Del 20 de noviembre al 14 de diciembre, la banda ofreció 18 conciertos en Europa y el Reino Unido como teloneros de Of Mice & Men. Poco después del último concierto de la gira en Europa continental, anunciaron su participación en "The Deathless Tour" (del 13 de marzo al 30 de abril de 2024) de Set It Off, como teloneros junto con Crown the Empire y Death by Romy.
El 25 de febrero de 2024, anunciaron la salida del miembro fundador y bajista Christopher McIntosh. El 28 de febrero, la banda anunció que tocaría en el Festival Aftershock de Sacramento, California. El 7 de marzo, la banda anunció su propia gira como cabeza de cartel en Australia, con el apoyo de The Home Team. El 27 de junio, Caskets anunció su primera gira como cabeza de cartel por Estados Unidos y Canadá, programada del 10 de septiembre al 16 de octubre.

### The Only Heaven You’ll Know(2025–presente)
El 7 de mayo de 2025, Caskets lanzó la canción "Make Me a Martyr". El 24 de julio de 2025, la banda lanzó su segundo sencillo, "The Only Heaven You'll Know". Ese mismo día, se anunció su sexto álbum de estudio The Only Heaven You'll Know. Su lanzamiento está previsto para el 7 de noviembre.

## Miembros
Miembros actuales
- Matthew Flood – voz principal (2018-presente)
- Benjamin Wilson – guitarra principal (2018-presente)
- Craig Robinson – guitarra rítmica (2020-presente)
- James Lazenby – batería (2018-presente)

Miembros anteriores
- Christopher McIntosh – guitarra rítmica (2018-2020), bajo (2020-2024)
- Lee Horner – bajo (2018-2020)

## Discografía

### Álbumes de estudio
| Título                      | Detalles del álbum                                                                                   | Posiciones | Posiciones | Posiciones |
| Título                      | Detalles del álbum                                                                                   | SCO        | UK Rock    |            |
| --------------------------- | --- | ---------- | ---------- | ---------- |
| Lost Souls                  | - Lanzamiento: 13 de agosto de 2021 - Sello: SharpTone Records - Formato: Descarga digital, LP, CD   | 77         | 4          |            |
| Reflections                 | - Lanzamiento: 11 de agosto de 2023 - Sello: SharpTone Records - Formato: Descarga digital, LP, CD   | —          | 28         |            |
| The Only Heaven You’ll Know | - Lanzamiento: 7 de noviembre de 2023 - Sello: SharpTone Records - Formato: Descarga digital, LP, CD | —          | —          |            |

### EPs
| Título         | Detalles del álbum                                                                            |
| -------------- | --------------------------------------------------------------------------------------------- |
| Ghost Like You | - Lanzamiento: 26 de abril de 2019 - Sello: Independiente - Formato: Descarga digital, LP, CD |

### Sencillos
| Título                                                | Año  | Álbum                       |
| ----------------------------------------------------- | ---- | --------------------------- |
| "Ghost Like You"                                      | 2018 | Ghost Like You              |
| "Signs"                                               | 2018 | Ghost Like You              |
| "Find a Way"                                          | 2019 | Ghost Like You              |
| "Falling Apart"                                       | 2020 | N/A                         |
| "Glass Heart"                                         | 2020 | Lost Souls                  |
| "Lost in Echoes"                                      | 2021 | Lost Souls                  |
| "The Only Ones"                                       | 2021 | Lost Souls                  |
| "Drowned in Emotion"                                  | 2021 | Lost Souls                  |
| "Guiding Light"                                       | 2022 | Reflections                 |
| "By the Sound"                                        | 2023 | Reflections                 |
| "More Than Misery"(con Telle Smith de The Word Alive) | 2023 | Reflections                 |
| "Better Way Out"                                      | 2023 | Reflections                 |
| "Believe"                                             | 2023 | Reflections                 |
| "Make Me A Martyr"                                    | 2025 | The Only Heaven You’ll Know |
| "The Only Heaven You’ll Know"                         | 2025 | The Only Heaven You’ll Know |